# Jan Depreter
Jan Depreter (1975) is een Belgisch gitarist en componist. Hij studeerde aan het Lemmensinstituut in Leuven, het Koninklijk conservatorium van Antwerpen en was leerling van Zoran Dukic aan het Koninklijk Conservatorium Den Haag. Tevens is hij artistiek directeur van het Antwerpen Gitaarfestival.
- Bibliothèque nationale de France: cb17005933s (data)
- Gemeinsame Normdatei: 1022550292
- International Standard Name Identifier: 0000 0004 3642 5027
- Library of Congress Control Number: no2015140652
- MusicBrainz: 8a3e9bdc-5d58-401a-9383-fc3634274226
- Nederlandse Thesaurus van Auteursnamen: 375863141
- Virtual International Authority File: 309903251
- WorldCat: E39PBJckKhWbgdG6h7PFQyJxDq